# ویبراتور مقعدی

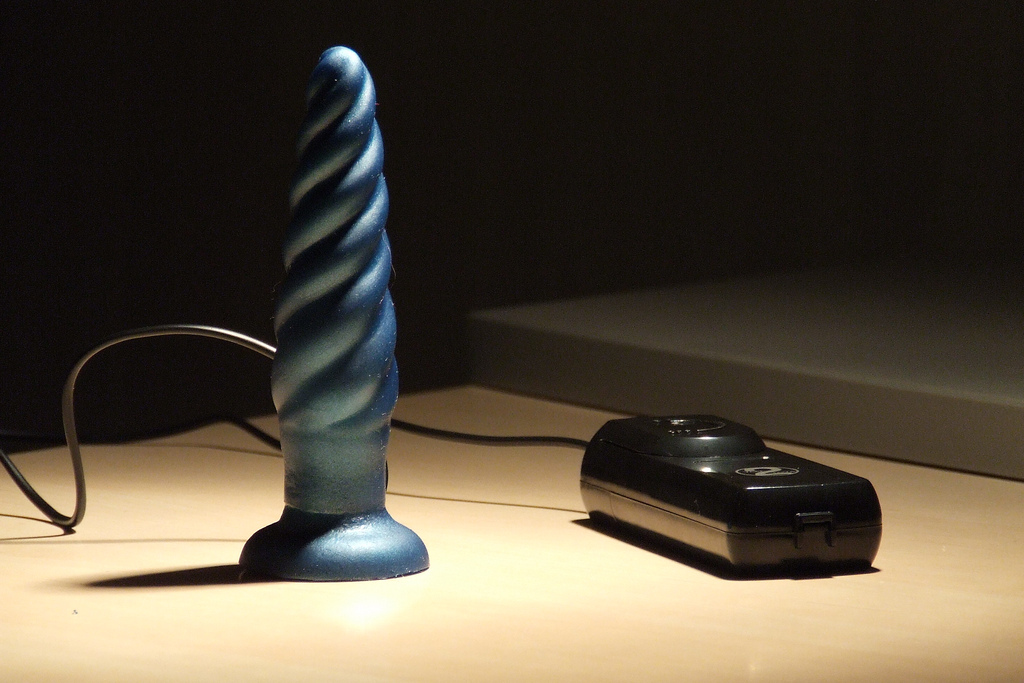
یک ویبراتور آنال

ویبراتور مقعدی (به انگلیسی: Anal vibrator) یک اسباب‌بازی جنسی طراحی‌شده برای تحریک جنسی از راه باسن هم برای مردان و هم زنان است. همه لرزاننده‌های ویژه مقعد ، یک مشخصه مشترک دارند و آن اینکه برای ایجاد حس لذت، یک اثر ارتعاشی در (راست‌روده) ایجاد می‌کنند.
لرزاننده‌های مقعد از نظر داشتن یک پایک به منظور جلوگیری از فرورفت احتمالی در راست روده، با انواع دیگر لرزاننده‌ها متفاوت هستند. اندازه متوسط لرزاننده کون، کمتر از لرزاننده‌هایی است که برای دخول به واژن در نظر گرفته شده‌اند و ممکن است ۴ تا ۶ اینچ طول و حدود ۱ اینچ عرض داشته باشند. لرزاننده‌های مقعد و همچنین سایر لرزاننده‌های طراحی شده برای تحریک داخلی و خارجی، معمولاً با باتری کار می‌کنند. باتری‌ها ممکن است داخل دستگاه قرار بگیرند. چنانچه دستگاه باتری‌خور نباشد، می‌شود از راه سیم آن به پریز برق متصل کرد.
لرزاننده‌های مقعد برخلاف آلت‌های مصنوعی مخصوص کون، مانند معاینه‌گرها و توپک‌های مقعدی، دارای ارتعاش بوده و اثرات تحریک کننده مختلفی ایجاد می‌کنند. چرخش، لرزش یا ضربان و قابلیت تغییر سرعت، همگی سبب ایجاد حس‌های گوناگون لذت در افراد می‌شوند.

## انواع ویبراتور مقعد
- معاینه‌گرهای ارتعاشی

معاینه‌گرهای کون با اثر لرزش، در اندازه‌های کوچک، معمولاً یک بند انگشت تولید می‌شوند که آنها را به یک اسباب بازی جنسی ویژه کون بسیار مفید برای مبتدیان تبدیل می‌کند. معاینه‌گرهای کون ممکن است باریک‌تر هم باشند؛ زیرا عملکرد اصلی آنها لغزش و لرزش است.
- درپوش‌های کون ارتعاشی

درپوش‌های کون ارتعاشی ساخته شده‌اند تا در داخل کون بمانند تا همزمان باعث ایجاد پری و تحریک ارتعاشی شوند. مزیت آنها این است که می‌توان آنها را به سادگی به منظور تحریک از راه کون در حین رابطه جنسی یا شریک زندگی یا خودارضایی مقعدی قرار داد تا لذت بیش‌تری حاصل آید.
- توپک‌های کون ارتعاشی

توپک‌های کون ارتعاشی دارای مهره یا توپ کوچک تیله‌مانندی هستند که از راه یک سیم بلند قابل بیرون‌کشی به یکدیگر متصل شده و به یک کنترل نیرو می‌رسند. آنها علاوه بر دخول و خروج، لرزش نیز ایجاد می‌کنند.